# Telcs

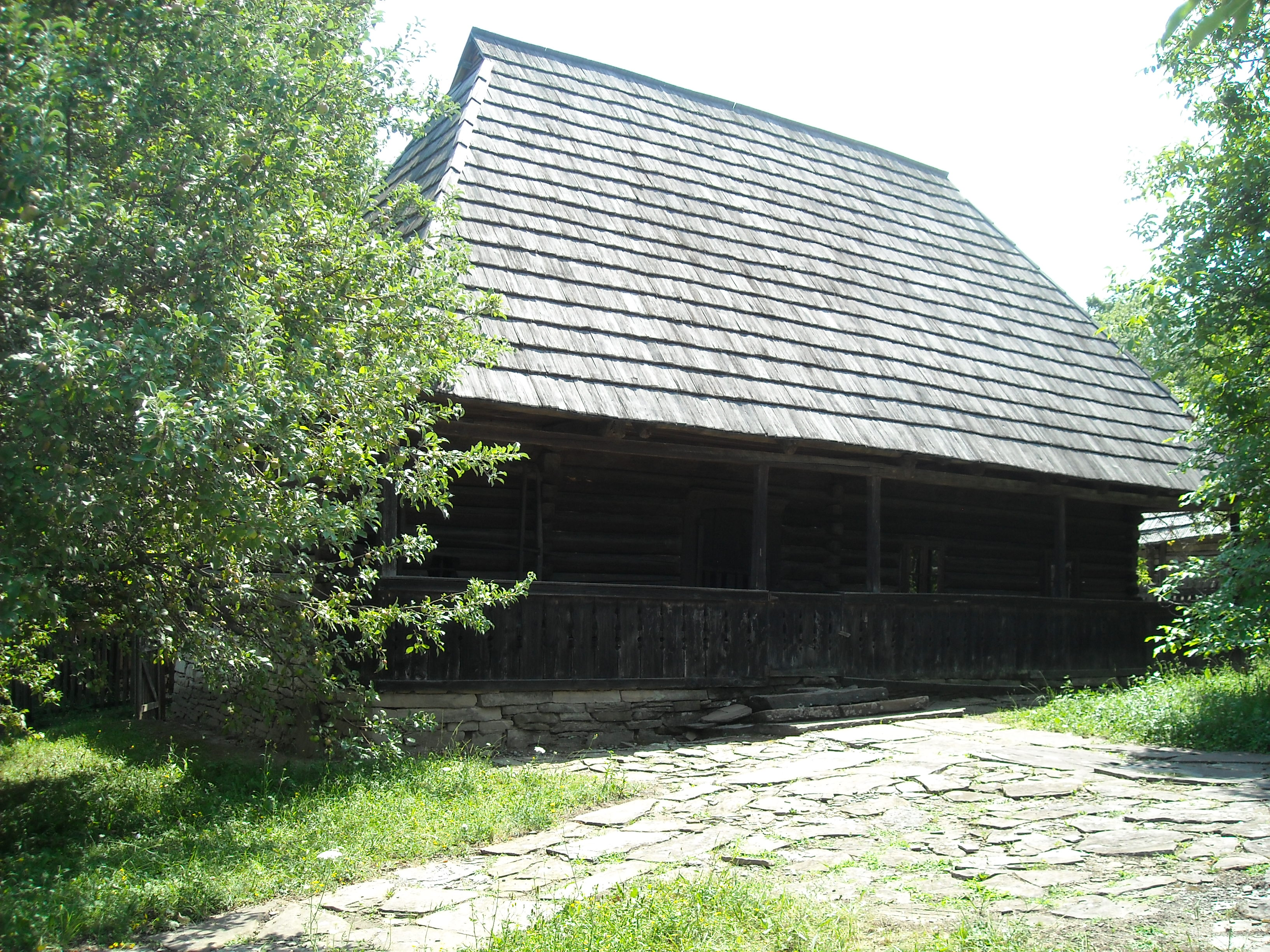
1841-ben épült telcsi ház a kolozsvári szabadtéri néprajzi múzeumban

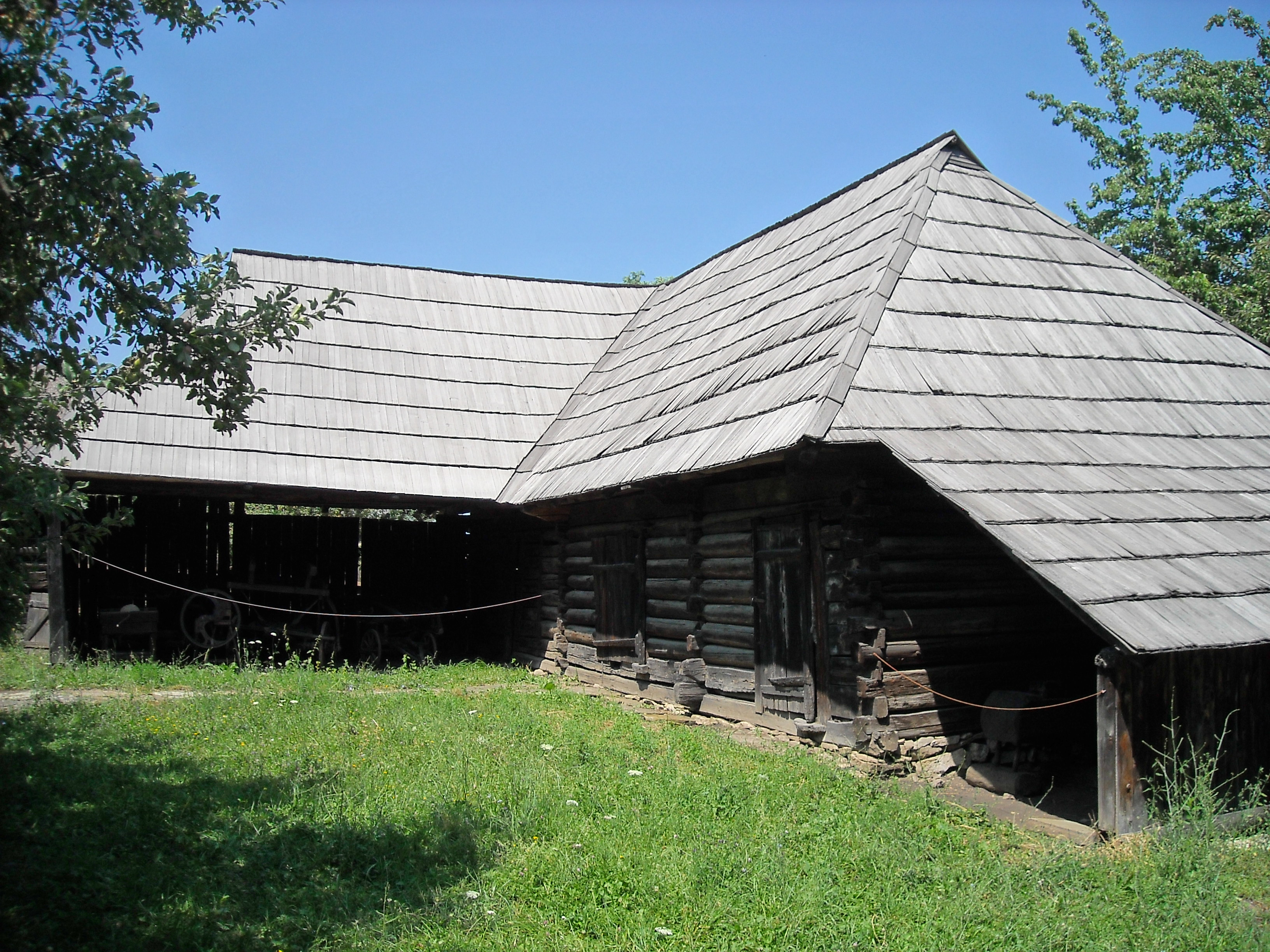
A ház melléképületei

Telcs (románul: Telciu, németül: Teltsch, jiddisül טעלטש) falu Romániában, Erdélyben, Beszterce-Naszód megyében.

## Fekvése
A Cibles délkeleti, a Radnai-havasok délnyugati lábánál, a Szalóca bal partján, Naszódtól 21 km-re északra fekszik.

## Nevének eredete
1440-ben pusztaként említették, Chech néven, ejtése azonban már ekkor közel állt a maihoz. Ez alapján Kiss Lajos a 'borjú' jelentésű' szláv telec szóból vezeti le. Hegyi Géza azonban beszámol egy 1334-es említéséről is, mint Telekus (= Telekes). Későbbi írott névváltozatai: Thelch (1450), Teolcz (1600), Tölcs (1733).

## Története
A 15. század közepén települt, román lakossággal. Három papja és néhány környékbeli kenéz kérésére Beszterce városa 1523-ban segítséget nyújtott ortodox kolostora újraalapításához, amely a Byrckes pataknál, Telcs és Hordó között feküdt. A város 1533-ban kibővítette szabadalmait, többek között erdőbirtokot és malmot kapott. 1721-ben 72 családját számolták össze. 1783 és 1851 között a naszódi második román határőrezred 10. századának a székhelye volt. 1837-ben ide helyezték át a naszódi triviális iskolát. 1907-ben kisközségből nagyközséggé alakult.
Határában a fazekasok számára értékes vörösagyagot termeltek ki. 1933-ban nyitották meg első gyógyszertárát.
1939-ben adták át a tizenöt kilométeres Telcs–Szálva vasútvonalat. A falut Alsóvisóval összekötő, nehéz, hegyi terepen vezetett vasúti szakaszt 1948–49-ben, romániai és külföldi fiatalok munkája nyomán adták át.

## Népessége
- 1850-ben 1555 lakosából 1547 volt román nemzetiségű és ugyanannyi görögkatolikus vallású.
- 1900-ban 3102 lakosából 2884 volt román, 172 magyar és 31 német anyanyelvű; 2799 görögkatolikus, 207 zsidó és 70 római katolikus vallású.
- 2002-ben 3950 lakosából 3928 volt román nemzetiségű; 3669 ortodox, 184 görögkatolikus, 70 pünkösdista és 20 római katolikus vallású.

## Látnivalók
- Az 557. számú, a 19. században egy zsidó tulajdonos által épített ház műemlék.
- A faluban egy zsidó temető is található.[8] A falu zsidósága a haszid vallási irányzathoz tartozott.[9] A zsinagóga egykor a fűutca és az Ulița Muntelui sarkán állt, 1970 körül rombolták le.

## Híres emberek
- Itt töltötte gyermekkora egy részét George Coșbuc és itt tanult meg németül nagybátyjától, a helyi iskola igazgatójától.[10]
- Itt született 1917-ben Járai Rezső közíró, szerkesztő.
- Itt született 1966-ban Gelu Vlașin költő.